# Глубокий Яр (Ростовская область)
Глубокий Яр — посёлок в Кагальницком районе Ростовской области России.
Входит в состав Кировского сельского поселения.

## География
Расположен в юго-западной части региона. 
В посёлке имеются две улицы: Кленовая и Лесная.

## История
В 1987 г. Указом ПВС РСФСР поселку второй фермы совхоза № 2 присвоено наименование Глубокий Яр.

## Население
| 2010 |
| ---- |
| 153  |

## Инфраструктура
Развито сельское хозяйство, действовала ферма совхоза № 2.

## Транспорт
Доступен автомобильным и железнодорожным транспортом. 
В пешей доступности платформы 41 километр и 43 километр  Северо-Кавказской железной дороги.